# دينيس تشارلز
دينيس تشارلز (بالإنجليزية: Denis Charles)‏ هو عازف جاز أمريكي، ولد في 4 ديسمبر 1933 في سينت كروا في الولايات المتحدة، وتوفي في 24 مارس 1998 في نيويورك في الولايات المتحدة بسبب ذات الرئة.

## وصلات خارجية
- دينيس تشارلز على موقع ميوزك برينز (الإنجليزية)
- دينيس تشارلز على موقع أول ميوزيك (الإنجليزية)
- دينيس تشارلز على موقع ديسكوغز (الإنجليزية)